# 高野勝正
高野 勝正（たかの かつまさ、1971年6月23日 - ）は、大阪府出身のフリーアナウンサーである。

## 経歴
大阪学院大学高等学校、甲南大学文学部社会学科を経て、1996年に岡山放送に入社。報道制作局報道部所属のアナウンサーとなり、ローカルニュースのキャスターを務めていた。
1998年に岡山放送を退社した後は、関西で、フリーアナウンサーとして活動。個人事務所「KTA」を設立し、自身ほか関西圏のフリーアナウンサーのマネジメントを行っている。同エリアにおけるスポーツ中継の実況を担当しているほか、コナミデジタルエンタテインメントのゲームソフト『プロ野球スピリッツ』シリーズでベンチリポーター役などを務めている。

## 現在の担当番組

### テレビ
- 関西TODAY （ジェイコムウエスト）
- J SPORTS STADIUM （J SPORTS）
- Jリーグ中継（スカパー!）
- 高校野球中継（びわ湖放送・奈良テレビ・テレビ和歌山）
- Bリーグ中継（リーグ制作の公式映像）

### ラジオ
- ハッピーシティ〜こちらHOTスタジオ794 （FMいたみ）
- ENERGY FRIDAY !!! (Kiss FM KOBE)

## 過去の担当番組

### テレビ
- TVNニュース（奈良テレビ）
- 情報ワイド とっておき滋賀545 （びわ湖放送、キャスター）
- エキサイティング!J （KBS京都）
- KEIBAワンダーランド（三重テレビ、司会進行）
- V・プレミアリーグ中継（GAORA）
- bjリーグ中継（びわ湖放送）

### ラジオ
- FNNスピーク 岡山放送ローカルパート（岡山放送）
- OHKフラッシュニュース（岡山放送）
- 近鉄バファローズナイター（ラジオ大阪）
- ラジオ大阪ドラマティックナイター（ラジオ大阪、主に阪神対巨人戦でのベンチリポート）
- 産経新聞ニュース・天気予報（ラジオ大阪）

## ゲーム
- プロ野球スピリッツ2004
- プロ野球スピリッツ3
- プロ野球スピリッツ4
- プロ野球スピリッツ5・5完全版
- プロ野球スピリッツ6
- プロ野球スピリッツ2010